# Cepora eurygonia
Cepora eurygonia é uma borboleta da família Pieridae. Ela pode ser encontrada no nordeste de Celebes.